# Белорусско-кенийские отношения
Белорусско-кенийские отношения двусторонние дипломатические отношения между Беларусью и Кенией, установленные 14 июня 1993 года. Объём двусторонней торговли незначителен — в 2015 году поставки из Беларуси в Кению составили около 3 млн долларов, а кенийский экспорт в Беларусь был около 11 млн долларов.

## История
Беларусь и Кения установили дипломатические отношения 14 июня 1993 года.
В 2014 году белорусская делегация посетила Кению при поддержке Национальной торговой палаты Кении. В ходе визита провели круглый стол «Беларусь-Кения», в котором приняли участие представители Министерства промышленности Республики Беларусь, МТЗ, предприятий Госкомвоенпрома и более 30 кенийский компаний.

## Торговля
За 2000—2014 годы белорусский экспорт в Кению вырос в 256 раз — с 54,1 тысячи долларов до 13,8 млн долларов. Импорт увеличился в 2000—2014 годах с 2,2 тысяч долларов до 10,8 млн долларов. В 2015 году белорусский экспорт в Кению составил 3,0 млн долларов, а кенийский экспорт в Беларусь составил 10,8 млн долларов.
В 2015 году основная часть белорусского экспорта в Кению была представлена удобрениями (61 % экспорта), а также деталями и принадлежностями автомобилей (15 % экспорта). 67 % кенийского экспорта в Беларусь в 2015 году составили овощи, а ещё 17 % кенийского экспорта были свежими и сушёными фруктами и орехами (кроме масличных).

## Послы Беларуси в Кении
- Павел Владимирович Взяткин (вручил верительные грамоты 3 марта 2021 года)[4].